# Mridangam

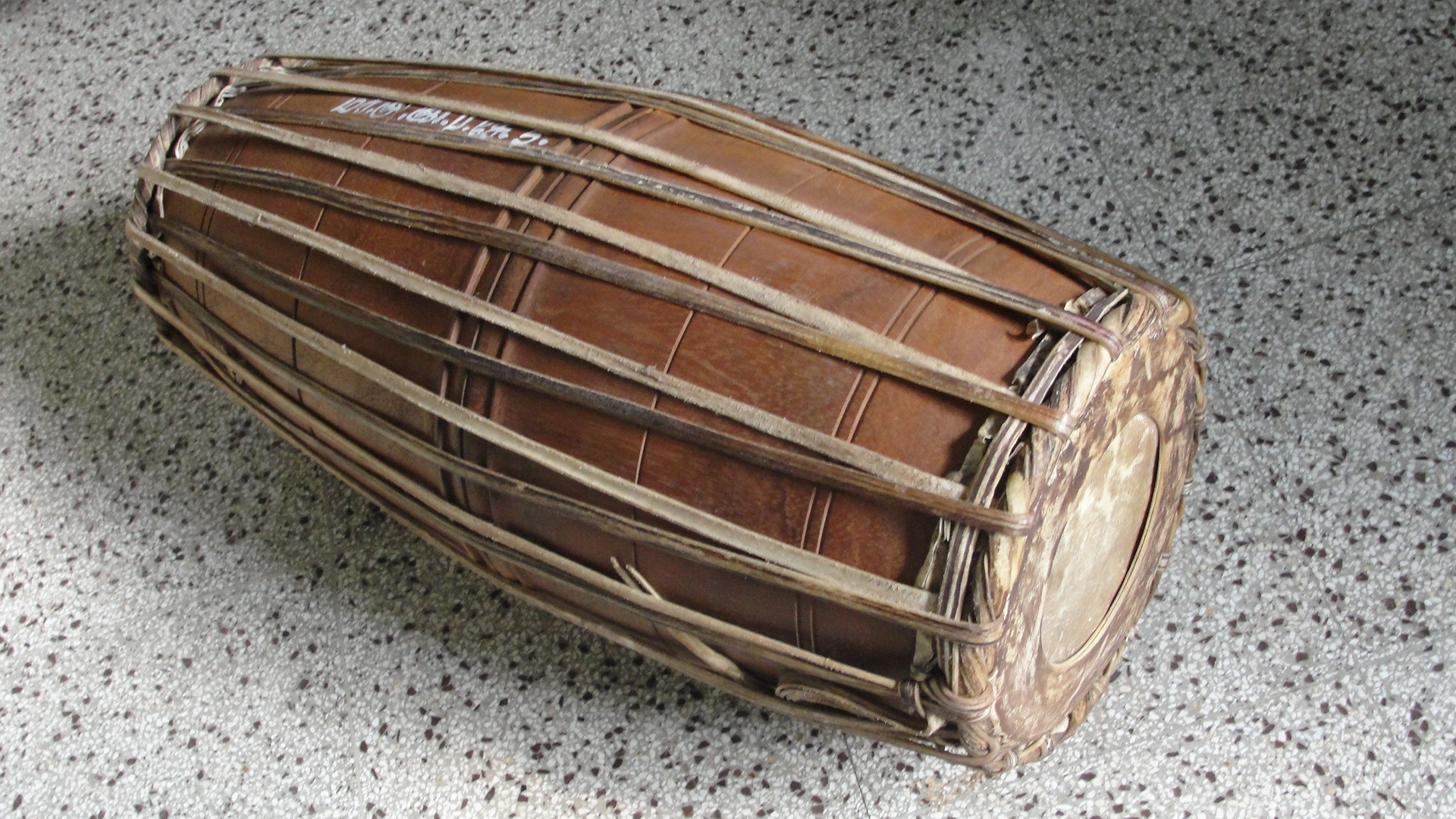
Mridangam

Die (bzw. eigentl. das) Mridangam (Sanskrit मृदंगं mṛdaṃgaṃ, Tamil மிருதங்கம் mirutaṅgam, Kannada ಮೃದಂಗ mṛdaṃga, Telugu మృదంగం mṛdaṃgaṃ, andere Schreibweisen: Mrdangam, Mirdang, Miruthangam) ist eine zweifellige Doppelkonustrommel, die in der klassischen und folkloristischen südindischen Musik gespielt wird.

## Verbreitung
Die Mridangam ist das wichtigste begleitende Rhythmusinstrument der karnatischen Musik und von der Funktion vergleichbar mit der Tabla in der klassischen nordindischen Musik. Die zu den Röhrentrommeln zählende Form mit einem charakteristischen Knick in der Mitte entspricht der (vor allem im Dhrupad-Stil verwendeten) nordindischen Pakhawaj, bzw. regional verbreiteten Trommeln in der Volksmusik, wie der nordostindischen Khol, der Maddale von Karnataka und der nepalesischen Pashchima. Die in Manipur gespielte schlankere Trommel Pung trägt nach ihr den Zweitnamen Manipuri mridang. In Sri Lanka ist die Gata Bera der Mridangam ähnlich.

## Bezeichnung
Das Wort Mr(i)danga(m) ist ein Begriff, der aus den Sanskrit-Wörtern मृदा mṛdā (Ton oder Erde) und अङ्गं aṅgaṃ (Körper) gebildet wurde.

## Bauform
Während das Instrument früher aus gebranntem Ton hergestellt wurde, findet inzwischen meistens Holz wegen seiner höheren Dauerhaftigkeit Verwendung. In jüngster Zeit wird auch ein Klangkörper aus Glasfaser verwendet. Dieser ist viel leichter als der sonst übliche Holzkorpus. Mit der Entwicklung des Instruments einhergehend verfeinerte sich auch das System der Talas (in südindischen Sprachen talam) und wurde zu einem der komplexesten Systeme von Rhythmik in klassischer Musik.
Die Mridangam ist eine zweifellige Trommel, deren Korpus aus einem ausgehöhlten Stück Jackfruchtholz besteht. Die Wände sind etwa zweieinhalb Zentimeter dick. Die beiden Öffnungen sind mit Ziegenhäuten bespannt und diese sind miteinander durch Hautstreifen verbunden. Auf diese Weise werden die beiden Membranen gespannt. Zur leichteren Stimmbarkeit sind bei einer anderen Bauart die Felle mit verstellbaren Stahlhaken im Korpus befestigt. Die Breite der Membranen ist auf beiden Seiten verschieden, wodurch zwei verschiedene Klangfarben (thoppi, tiefer Ton links und valandalai, höherer Ton rechts) erzeugt werden können. Zwischen das rechte Oberfell und das Resonanzfell werden kleine Steinchen oder Strohhalme eingearbeitet, um die Hervorbringung des typisch schnarrenden Klanges zu erreichen. (Um einen ähnlichen Effekt auf der Tabla zu erzielen sieht man gelegentlich bei südindischen Musikern an derselben Stelle der Tabla eingeschobene Streichhölzer.) Durch Befeuchten des Ziegenleders und Aufbringen einer ca. 3 cm breiten Scheibe aus einer Paste aus Weizengrieß (सूजी sūjī) und Wasser in der Mitte der Membran stimmt der Spieler das linke Fell vor einem Auftritt. In moderner Zeit wird hierfür jedoch zunehmend eine wiederverwendbare Paste auf Basis von verdünntem Dichtungssilikon verwendet, die entweder auf dem Fell verbleibt oder nach dem Spielen jeweils abgenommen wird. Das rechte Fell wird durch Spannen oder Lösen der Befestigung grob vorgestimmt. Dann wird durch Schlagen mit einem Holzstück und traditionell mit einem Stein das Fell auf der gesamten Rundung auf die gleiche Tonhöhe gebracht.
Der Korpus der Mridangam wird gerne mit einem farbigen samtenen Tuch umhüllt. Zur Lagerung wird das Syahi des rechten Fells durch eine Kappe über der Trommel geschützt und das Instrument senkrecht auf das linke Fell gestellt oder es wird in einen Stoffsack gewickelt.

## Spielweise
Die Mridangam wird auf dem Fuß und Bein des Musikers liegend gespielt, ein Rechtshänder schlägt die kleinere Membran mit seiner rechten Hand, die größere mit der linken, ein Linkshänder umgekehrt. Durch spezielle Anschlagtechniken können vor allem auf der rechten Seite mehrere definierte Tonhöhen erzeugt werden. Die Mridangam ist damit eines der wenigen Schlaginstrumente, die außer rhythmischer Komplexität auch melodische Elemente darstellen können.
Die vier Grundschläge auf der Mridangam lauten:
- Thā: abdämpfender Schlag mit der Handfläche auf die Mitte des linken Fells
- Thī: abdämpfender Schlag mit der flachen Handspitze auf die Mitte des rechten Gells
- Dhoṃ: kräftiger Schlag auf die Kante der linken Trommel, der die Trommel zum Vibrieren bringt.
- Nam: kräftiger Schlag mit dem Zeigefinger auf den Rand der rechten Trommel, wobei ein zweiter Finger auf dem Fellrand die Vibration abdämpft.

Die Mridangam wird vor allem in der klassischen Musik und zur Begleitung des indischen Tempeltanzes Bharata Natyam eingesetzt. Die Mridangam fand und findet auch bei Prozessionen und religiösen Festen Verwendung.
In der ersten Hälfte des 20. Jahrhunderts veränderten Palghat Mani Iyer (1912–1981) und Phalani Subramanya Pillai (1908–1962) die Spielweise. Sie hörten auf, rein rhythmisch begleitend zu spielen und umspielten auf komplexe Art den Fluss der Melodieinstrumente. Aus dieser Zeit stammen auch die ersten Solokonzerte.
Weitere berühmte Mridangam-Spieler sind Palghat Raghu (1928–2009), Umayalapuram Sivaraman (* 1935), Srimushnam V. Raja Rao (* 1955), Karaikudi R. Mani (1945–2023), Trichy Sankaran (* 1942), Trichy B. Harikumar, Anantha R. Krishnan und T. A. S. Mani.